# Clavus wilmeri
Clavus wilmeri é uma espécie de gastrópode do gênero Clavus, pertencente a família Drilliidae.